# Lyubov Orlova (navio)
MV Lyubov Orlova (construído como Lyubovy Orlova) foi um navio construído em 1976 na Iugoslávia, usado inicialmente para viagens à Antártida. Depois de ser afastado de serviço em 2010, foi atracado em St. John's, Terra Nova, Canadá por dois anos. A venda tornou-se um problema e o navio ficou abandonado e acabou desaparecendo no Oceano Atlântico em 2013. Acredita-se que ele tenha afundado, ou simplesmente pode estar navegando a deriva no oceano. O MV Lyubov Orlova atualmente é praticamente um mistério, por essas razões ele é frequentemente apelidado de "Navio fantasma".

## História
Lyubov Orlova foi nomeado em homenagem à atriz russa de mesmo nome. O navio foi construído por Far Eastern Shipping Company em Vladivostok, na União Soviética. Ele serviu como um navio de expedições, como sua irmã igualmente infeliz MV Clipper Adventurer. Seu casco foi construído para classe de gelo sueca-filandesa 1A, para suportar impactos com gelo e frequentemente navegava na Antártida e no Ártico.
O navio foi reformado em 1999 e fretado pela Marine Expeditions para cruzeiros para a Península Antártica em 2000. Ele passou por extensas reformas em 2002 e foi posteriormente contratada pela Quark Expeditions para a Antártida e Cruise North Expeditions para o Ártico.
O Lyubov Orlova encalhou na Ilha Decepção na Antártida, em 27 de novembro de 2006. Ele foi rebocado pela Marinha Espanhola e fez seu próprio caminho para Ushuaia, Terra do Fogo.